# Бабеево (городской округ Ступино)
Бабеево — деревня в городском округе Ступино Московской области России.

## История
Впервые в исторических документах селение упоминается в 1577 году как Бобеево, с 1647 года — Бабеево.
До 2017 года деревня пребывала в составе Городского поселения Малино Ступинского района Московской области (до 2006 года — входила в Дубневский сельский округ).

## География
Деревня Бабеево расположена в центре района, у истоков реки Дубровка (левый приток Каширки), высота центра деревни над уровнем моря — 169 м. Ближайшие населённые пункты: Савельево в 800 м на юго-восток и Байдиково — в 1,5 км на юго-запад.
На 2016 год в Бабеево одна улица — Взлётная.

## Население
| 2002 | 2006 | 2010 |
| ---- | ---- | ---- |
| 13   | ↘6   | ↗12  |